# Cheryl Kalamor
Cheryl Kalamor es una deportista estadounidense que compitió en taekwondo. Ganó dos medallas de plata en el Campeonato Panamericano de Taekwondo en los años 1982 y 1988.

## Palmarés internacional
| Campeonato Panamericano | Campeonato Panamericano | Campeonato Panamericano | Campeonato Panamericano |
| Año                     | Lugar                   | Medalla                 | Categoría               |
| ----------------------- | ----------------------- | ----------------------- | ----------------------- |
| 1982                    | Ponce (Puerto Rico)     | Medalla de plata        | –44 kg                  |
| 1988                    | Lima (Perú)             | Medalla de plata        | –43 kg                  |